# Jurgen Van Den Broeck
Jurgen Van Den Broeck (Morkhoven, 1º febbraio 1983) è un ex ciclista su strada belga, professionista dal 2004 al 2017. Specialista delle corse a tappe, si è classificato terzo al Tour de France 2010 e quarto al Tour de France 2012.
Era soprannominato De locomotief van Morkhoven (la locomotiva di Morkhoven).

## Carriera

### Gli esordi
Campione del mondo Juniores a cronometro nel 2001 a Lisbona (batté l'ucraino Oleksandr Kvačuk per soli 44 centesimi di secondo, alla media di 41,93 km/h), nel 2003 fu membro della Quick Step-Davitamon-Latexco, la squadra Under-23 affiliata all'allora Quick Step-Davitamon.
Iniziò la carriera professionistica l'anno dopo, neanche ventunenne, tra le file del team statunitense US Postal Service (successivamente Discovery Channel). Al primo anno tra i pro partecipò alla Freccia Vallone, chiudendo 85º, e il mese seguente concluse al sesto posto il Giro del Belgio. Nel 2005 si classificò invece ottavo nella classifica generale dell'Eneco Tour, mentre al Giro di Germania fu secondo nella sesta tappa vinta da Maksim Iglinskij.
Nel giugno del 2006 firmò un contratto di due anni per il trasferimento alla Predictor-Lotto, la squadra diretta da Marc Sergeant, a partire dalla stagione seguente. Nel 2007 fu quindi decimo all'Eneco Tour e sesto al Giro di Danimarca; partecipò peraltro al suo primo grande giro, il Giro d'Italia, e al suo primo mondiale élite, a Stoccarda, in rappresentanza del Belgio nella prova a cronometro.

### I piazzamenti nei grandi giri

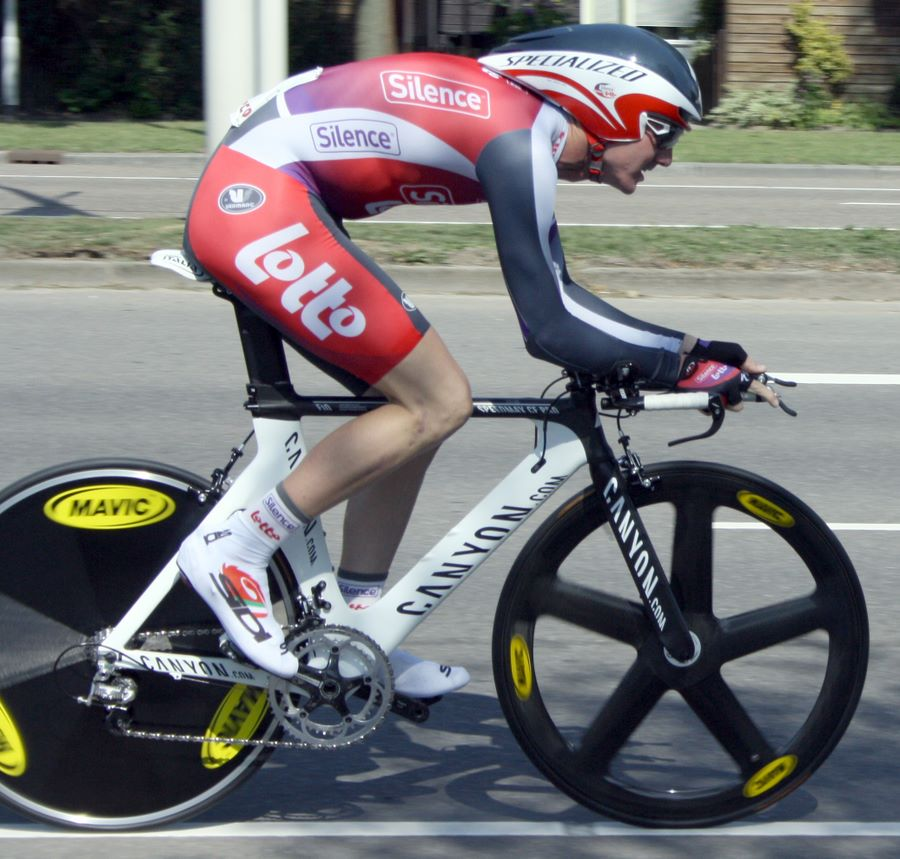
Van Den Broeck impegnato nel prologo dell'Eneco Tour 2009

L'annata 2008 lo vide grande protagonista al Giro d'Italia, corsa in cui ottenne il settimo posto, a 6'30" dal vincitore Alberto Contador, nella classifica generale finale ed il secondo in quella dei giovani, preceduto dal solo Riccardo Riccò. Dopo tale prestazione, e nonostante l'interesse di diverse altre squadre, rinnovò il proprio contratto con la Silence-Lotto (la ex Predictor) fino a tutto il 2010. In agosto partecipò quindi alla prova su strada dei Giochi olimpici di Pechino, ritirandosi. Nel 2009, dopo aver preso il via alle classiche delle Ardenne, corse per la prima volta il Tour de France, classificandosi quattordicesimo. Fu poi quarto all'Eneco Tour e in novembre rinnovò ancora il contratto con la Silence-Lotto, portandone la scadenza al termine del 2011.
Nella stagione successiva ottenne i principali risultati di carriera: concluse infatti quarto al Critérium du Dauphiné ma soprattutto quinto al Tour de France, staccato di 6'54" dal vincitore Alberto Contador. Questo piazzamento (che lo rese il primo belga capace di entrare nella top 5 della Grande Boucle in 24 anni – nel 1986 vi riuscì Claude Criquielion) spinse i dirigenti della squadra a prolungare il loro legame con Van Den Broeck fino a tutto il 2013. Successivamente, a seguito delle squalifiche di Contador e Menchov, il suo piazzamento fu rettificato fino al 3º posto finale. Nel 2011 tornò al Critérium du Dauphiné aggiudicandosi la prima tappa: fu quello il primo successo da professionista per lui. Dopo il Tour de France, nel quale fu costretto al ritiro per una caduta, concluse la Vuelta a España all'ottavo posto della graduatoria generale.
Nel 2012 si classificò terzo alla Volta Ciclista a Catalunya e quinto al Critérium du Dauphiné. Al Tour de France, in luglio, pur presentatosi con ambizioni di podio, si staccò nella prima tappa con arrivo in salita, la settima, perdendo quasi due minuti dal vincitore Chris Froome. Nelle successive frazioni di montagna rimane invece quasi sempre con i migliori, tentando anche numerosi attacchi; nonostante l'ottimo rendimento non riuscì però a salire sul podio finale di Parigi, chiudendo quarto a 10'15" dal vincitore Bradley Wiggins. Risultarono determinanti i distacchi riportati nelle due tappe a cronometro: nella nona tappa, la crono di Besançon, perse 3'09" da Wiggins, mentre nella crono conclusiva di Chartres accusò addirittura 4'22" di distacco dal britannico.
Nel corso del Giro d'Italia 2017 annuncia di voler concludere la carriera professionistica al termine della stagione 2017, pur avendo un contratto con il Team Lotto NL-Jumbo valido anche per il 2018. Disputa così l'ultima corsa da professionista al Nationale Sluitingsprijs, il 17 ottobre 2017.

## Palmarès
- 2001 (Juniores)

Campionato del mondo, Prova a cronometro juniores
2ª tappa Ster van Zuid-Limburg
Classifica generale Ster van Zuid-Limburg
2ª tappa Giro della Toscana Juniors (Vinci > Faltognano, cronometro)
Chrono des Nations Under-23
- 2002 (Under-23, Domo-Sweet Paradise, due vittorie)

Classifica generale Ronde van Limburg Under-23
1ª tappa Tour de la Province de Namur (Jambes > Couvin)
- 2003 (Under-23, Quick Step-Davitamon-Latexco, tre vittorie)

2ª tappa, 2ª semitappa Triptyque des Monts et Châteaux (Leuze > Flobecq)
Zellik-Galmaarden
Clásica Memorial Txuma
- 2011 (Omega Pharma-Lotto, una vittoria)

1ª tappa Critérium du Dauphiné (Albertville > Saint-Pierre-de-Chartreuse)
- 2015 (Lotto-Soudal, una vittoria)

Campionati belgi, Prova a cronometro

### Altri successi
- 2001 (Juniores)

Classifica a punti Giro della Lunigiana
- 2002 (Under-23, Domo-Sweet Paradise)

2ª tappa Ronde van Limburg Under-23 (Bree, cronosquadre)
- 2006 (Discovery Channel Procycling Team)

Classifica scalatori Giro del Belgio
Dernycriterium Schriek (Schriek)
- 2009 (Silence-Lotto)

Natourcriterium Herentals Fietst (Herentals)
Dernycriterium Wetteren (Wetteren)
- 2010 (Omega Pharma-Lotto)

Nacht van Peer (Peer)
Natourcriterium Herentals Fietst (Herentals)
Dernycriterium Wetteren (Wetteren)
- 2012 (Lotto-Belisol)

Natourcriterium Herentals Fietst (Herentals)
- 2013 (Lotto-Belisol)

Classifica combinata Ruta del Sol

## Piazzamenti

### Grandi Giri
- Giro d'Italia

2007: 74º
2008: 7º
2015: 12º
2017: 91º
- Tour de France

2009: 14º
2010: 3º
2011: ritirato (9ª tappa)
2012: 4º
2013: non partito (6ª tappa)
2014: 13º
2016: non partito (12ª tappa)
- Vuelta a España

2011: 7º
2012: non partito (14ª tappa)
2014: ritirato (13ª tappa)
2015: non partito (18ª tappa)

### Classiche monumento
- Liegi-Bastogne-Liegi

2004: ritirato
2005: 69º
2006: ritirato
2008: 80º
2009: 51º
2010: 18º
2011: ritirato
2012: 37º
2014: ritirato
2016: 96º
- Giro di Lombardia

2005: ritirato
2007: ritirato

### Competizioni mondiali
- Campionati del mondo

Plouay 2000 - Cronometro Juniores: 13º
Lisbona 2001 - In linea Juniores: 14°
Lisbona 2001 - Cronometro Juniores: vincitore
Stoccarda 2007 - Cronometro Elite: 23º
Richmond 2015 - Cronometro Elite: 18º
- Giochi olimpici[2]

Pechino 2008 - In linea: ritirato

### Competizioni europee
- Campionati europei

Bergamo 2002 - In linea Under-23: 21°
Atene 2003 - In linea Under-23: 4°
Atene 2003 - Cronometro Under-23: 30°